# Parc Mariinskyi
Le parc Mariinskyi (en ukrainien : Маріїнський парк) est un parc situé dans le quartier de Petchersk, à Kiev, en Ukraine.
Plus précisément, il est situé devant la place de la Constitution où se trouve la Rada.
Le parc est aussi une nécropole soviétique : Nikolaï Vatoutine y est par exemple enterré.

## En images

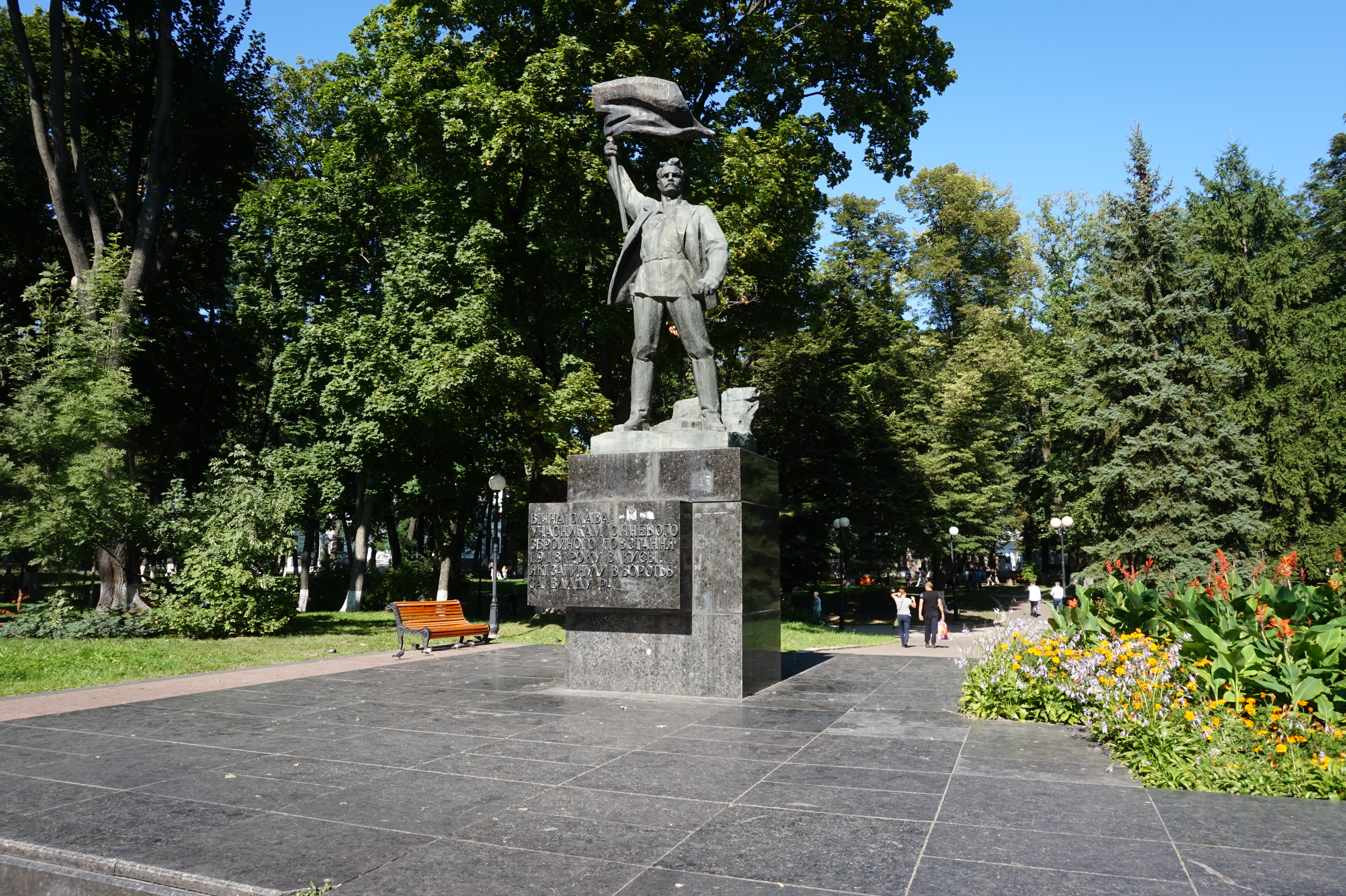
Monument à l'Insurrection de Janvier de l'arsenal de Kiev classé[2],
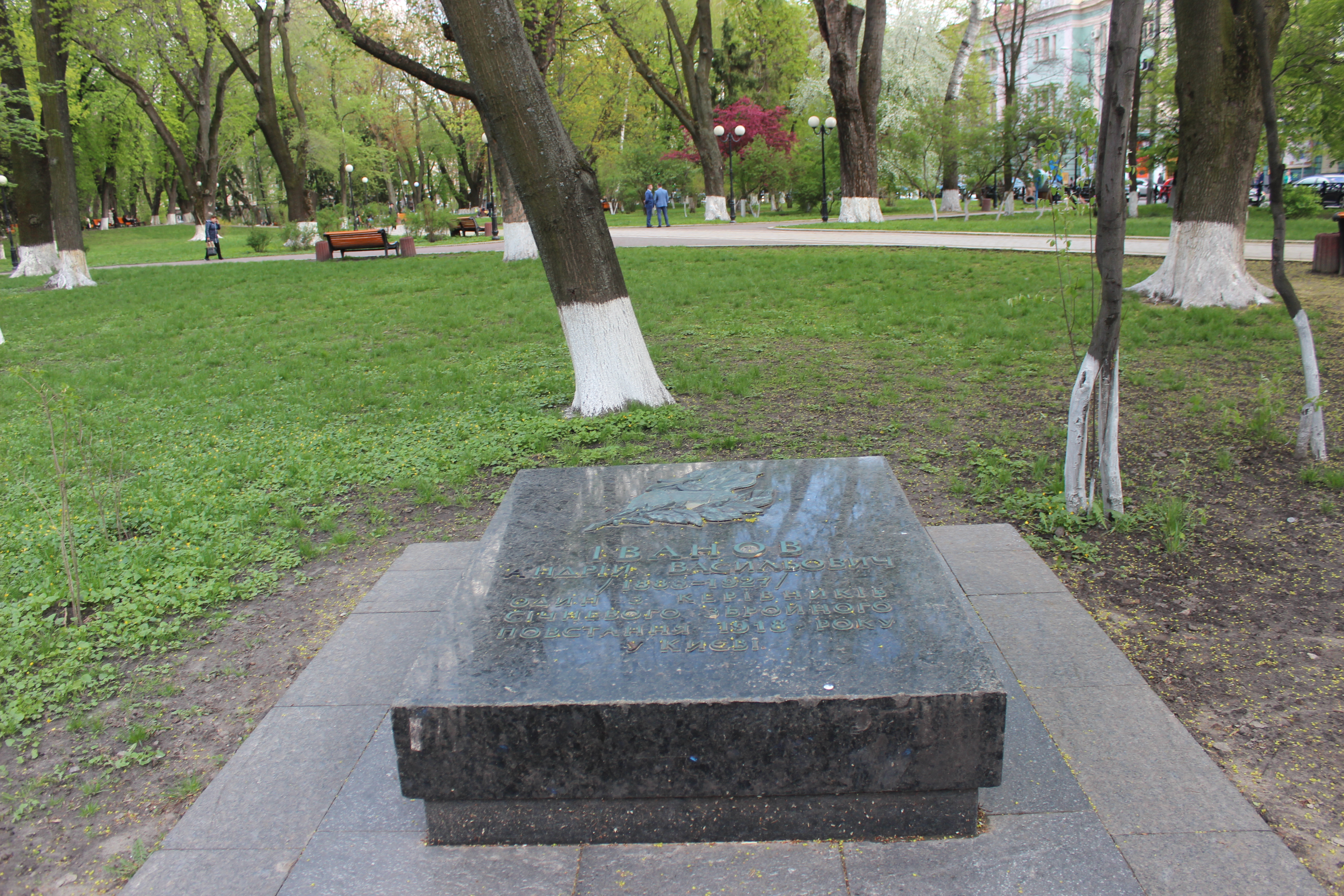
à Andriy Ivanov qui est classé[3],
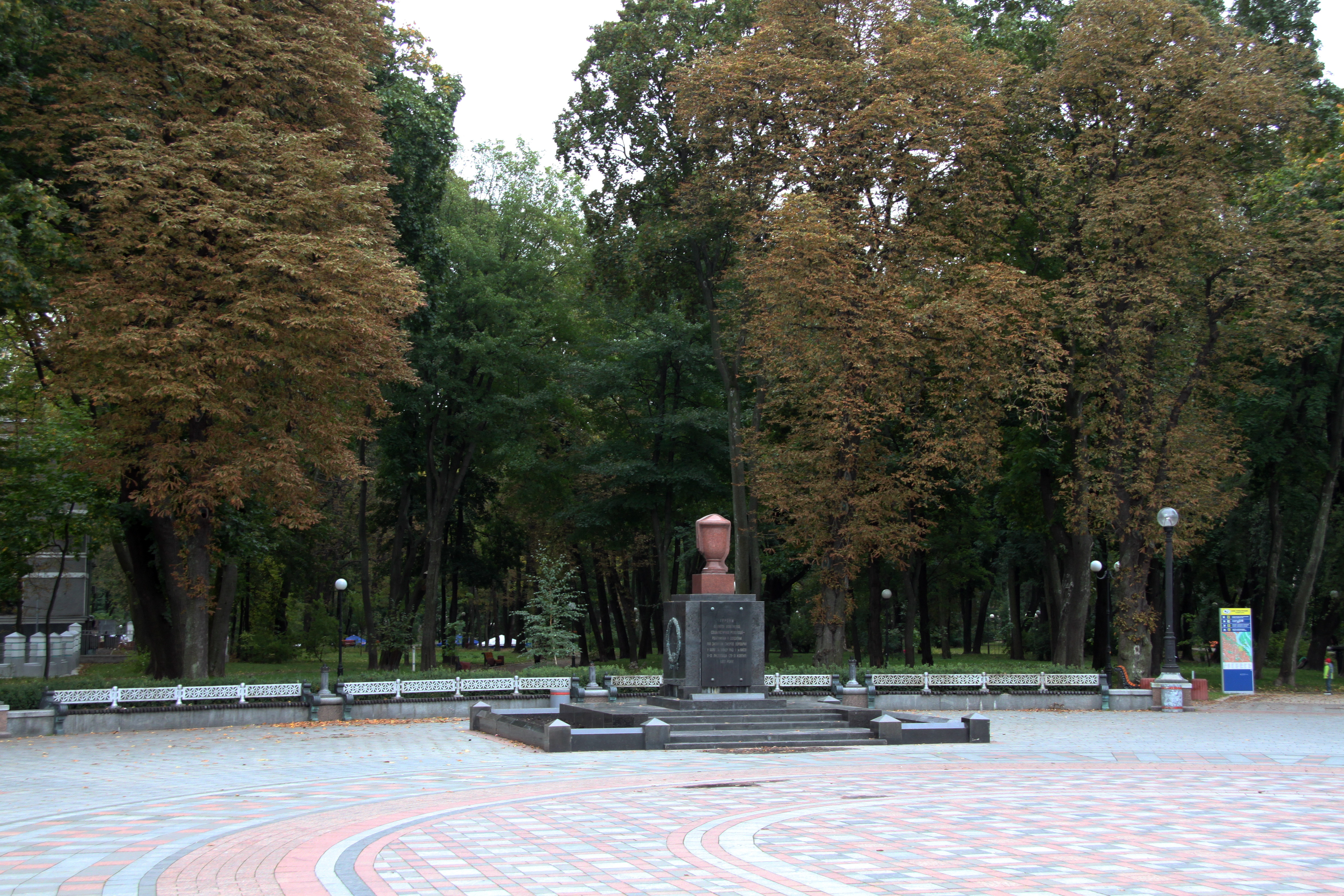
à la révolte d'octobre 1917 classé[4].